# Cornelis Jetses
Cornelis Jetses (Groningen, 23 juni 1873 – Wassenaar, 9 juni 1955) was een Nederlandse illustrator. Jetses is vooral bekend geworden om zijn illustraties in schoolboeken, schoolplaten en historische prenten. Ot en Sien en het Leesplankje van Hoogeveen behoren tot het collectieve geheugen van Nederland en zijn de bekendste werken van Jetses. Naast het illustreren van schoolboeken werkte hij ook als boekbandontwerper, schilderde portretten en aquarellen.
Jetses is in 1899 getrouwd met Alberdina Holkamp. In 1900 werd hun dochter Everdina geboren. Albertina overleed in 1939 na een ziekbed. Cornelis Jetses overleed in 1955 en is begraven bij de dorpskerk in Wassenaar.

## Jeugd, onderwijs en periode Duitsland
Jetses werd geboren in een destijds arme buurt in Groningen, de (latere) Hortusbuurt. Zijn vader was pakhuisarbeider en de familie Jetses leefde op de rand van armoede. Op jonge leeftijd bleek Cornelis tekentalent te hebben. Met behulp van de 'Commissie ter opleiding van Jongelieden' kon hij vanaf zijn dertiende tekenlessen volgen aan de tekenacademie Minerva. Aanvankelijk betaalde de commissie het schoolgeld maar dankzij zijn werk bij steendrukkerij van de firma W.R. Casparie kon Jetses geld verdienen en uiteindelijk zijn eigen schoolgeld betalen. Bij Casparie ontwikkelde hij zich als lithograaf en leerde hij dit ambacht kennen.
In september 1894 vertrok Jetses naar Duitsland in de hoop daar werk te vinden als lithograaf. Hij kreeg onderdak bij zijn oom in Bremen. Jetses volgde een wintersemester schilderles op de Kunstgewerbeschule van Bremen. Op deze school kwam Jetses in contact de historieschilder Arthur Fitger (4 October 1840 – 28 June 1909) die hem uitkoos als persoonlijke leerling en hem een positie aanbod als assistent bij het maken van de verschillende historische schilderopdrachten die Fitger in Duitsland uitvoerde.
Dankzij Fitger kreeg Cornelis Jetses de mogelijkheid om van 1895 tot en met 1897 schilderonderwijs te volgen aan de Kunstacademie van Beeldende kunsten te Amsterdam. Daar kreeg hij onder andere les van August Allebé en Nicolaas van der Waay. Na zijn opleiding in Amsterdam vestigde Jetses zich weer in Bremen om Fitger te assisteren met uitlopende schilderopdrachten, waaronder in het stadhuis van Bremen en het slot 'Heldburg' in Thuringen van de hertog Georg II van Sachsen Meiningen.
Cornelis Jetses trouwde in 1899 in Groningen met Alberdina Holkamp. Na de bruiloft vertrokken ze naar Duitsland om in een huis in Horn vlak bij Bremen te gaan wonen. Hier hebben ze tot 1909 gewoond.

## Werk

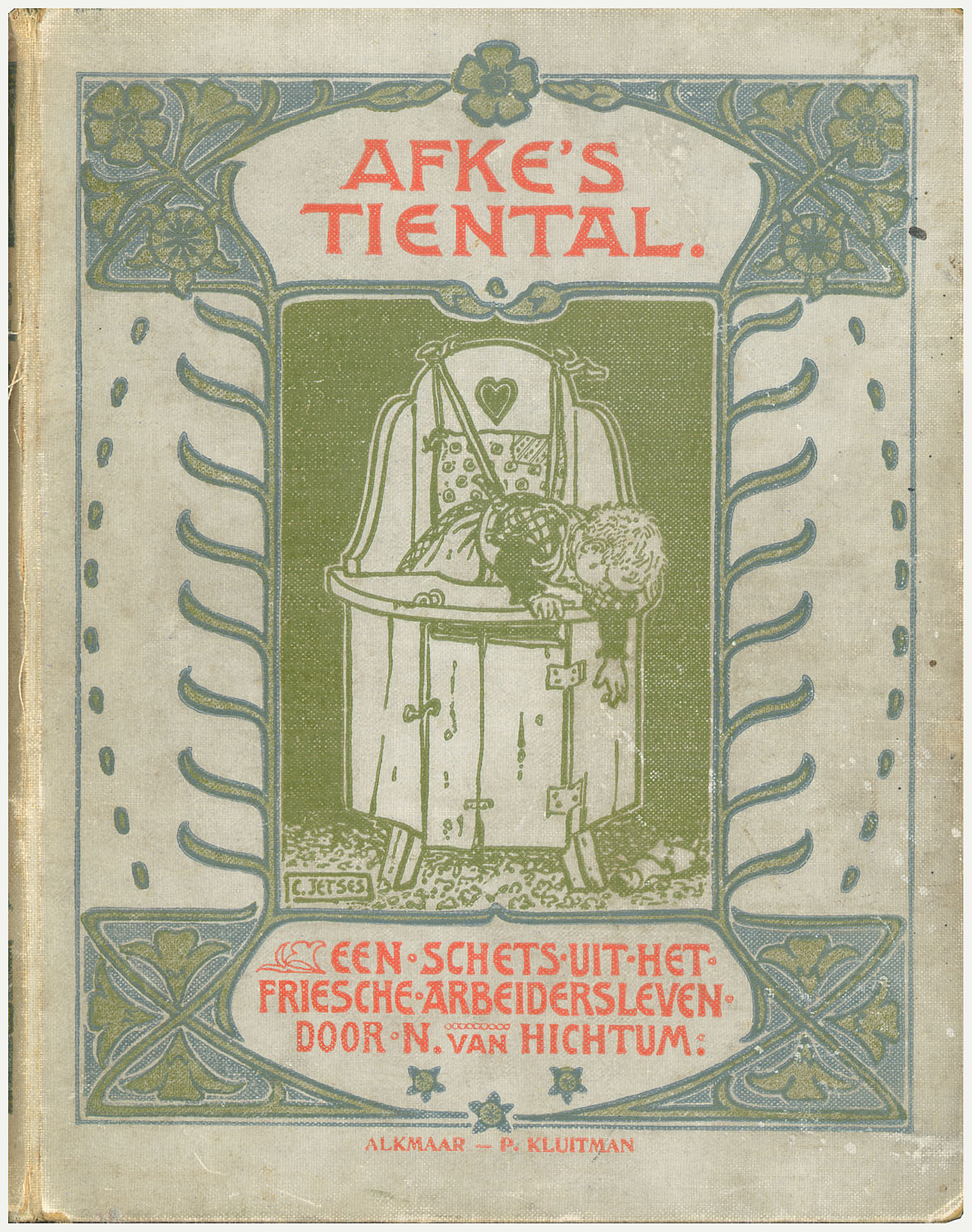
Afke's tiental. Een schets uit het Friesche arbeidersleven (3e druk 1907)

In 1901 tekende Jetses een meubelcatalogus voor de meubelfabriek Nederland van de firma Huizinga. Deze catalogus werd gedrukt door uitgeverij J.B. Wolters in Groningen. Jetses vroeg bij gelegenheid of de directeur E.B. ter Horst Jr. (1865-1905) ook eens aan hem zou kunnen denken als er nog wat illustratiewerk te verrichten was. Kort daarna vroeg ter Horst aan Jetses of hij illustraties wilde maken voor de boekjes van Jan Ligthart en Hindericus Scheepstra. Er verschenen vier deeltjes Dicht bij huis in 1902 en 1903 met verhaaltjes en tekeningen over het dagelijkse leven. Deze schoolboekjes werden een groot succes.
Later verschenen van hetzelfde drietal de boekjes Nog bij moeder, waarin Ot en Sien de hoofdrol speelden (1904-1905), Pim en Mien (1907-1908), Het prentenboek van Ot en Sien (1909), Buurkinderen (1911-1912) en Blond en bruin (1912).
Ligthart, Scheepstra en Jetses werden ook gevraagd om een nieuwe versie van het Leesplankje van Hoogeveen te maken. In 1906 verscheen het leesplankje waarmee generaties Nederlandse kinderen leerden lezen: aap noot mies wim zus jet teun vuur gijs lam kees bok weide does hok duif schapen.
Door het overlijden van Scheepstra kwam in 1913 een einde aan hun samenwerking.
Jetses kreeg de opdracht om de schoolboekjes voor Nederlands-Indië te illustreren. Ook het leesplankje werd aangepast en de afbeeldingen werden 'verindischt. Het Indische leesplankje bestond uit: jaap gijs dien zus boe bon oom waf vuur rook tol zeil de neus het huis een schip.
Jetses heeft in totaal 22 schoolplaten getekend. Hiervan behoorden 18 schoolplaten tot de serie Het Volle Leven (voor het 'zaakonderwijs' van Jan Ligthart) die gemaakt is tussen 1906 en 1911. Twee platen waren geschiedenisplaten: Ter Walvisvaart in 1911 en Aan het Hof van Karel de Grote in 1941. De andere twee waren vertelselplaten, gemaakt in 1910, die hoorden bij het Leesplankje van Hoogeveen.
Vanaf 1930 moderniseerde Jetses de veelal verouderde illustraties. De samenleving was in een kleine dertig jaar tijd ingrijpend veranderd. Bijvoorbeeld de auto en fiets hadden op grote schaal intrede gedaan en de mode was aanzienlijk veranderd.
Jetses illustreerde ook andere boeken die bekend zijn geworden zoals Afke's tiental (1906) van Nienke van Hichtum, Groot vertelboek voor de Bijbelse Geschiedenis (1939-1940) van Anne de Vries, uitgegeven voor uitgeverij Kok uit Kampen.
Cornelis Jetses werkte regelmatig samen met Johan Herman Isings. Isings heeft zelfs nog een jaar bij Jetses in huis gewoond nadat zijn vrouw en kinderen in 1916 waren overleden.

## Onderscheidingen
Voor zijn verdiensten aan het onderwijs is Cornelis Jetses in 1933 benoemd tot Ridder in de Orde van Oranje-Nassau.